# Pove (langue)
Pour les articles homonymes, voir Pove.
Le pove, pouvi, puvi, gevove ou ɣeꞵoꞵe, est une langue bantoue parlée parlé par les Pove au Gabon entre la Lolo et l’Ogooué à l’ouest de Koulamoutou.

## Prononciation

### Voyelles
|           | Antérieur | Postérieur |
| --------- | --------- | ---------- |
| Fermé     | i         | u          |
| Mi-fermé  | e         | o          |
| Mi-ouvert | ɛ         | ɔ          |
| Ouvert    | a         |            |

### Consonnes
|                        | Bilabial | Bilabial | Labio- dental | Labio- dental | Alvéolaire | Alvéolaire | Post- alvéolaire | Post- alvéolaire | Palatal | Palatal | Vélaire | Vélaire | Labio -vélaire | Labio -vélaire |
| ---------------------- | -------- | -------- | ------------- | ------------- | ---------- | ---------- | ---------------- | ---------------- | ------- | ------- | ------- | ------- | -------------- | -------------- |
| Nasal                  | m        | m        |               |               | n          | n          |                  |                  | ɲ       | ɲ       |         |         |                |                |
| Occlusive prénasalisée |          | ᵐb       |               |               |            | ⁿd         |                  |                  |         |         |         | ᵑɡ      |                |                |
| Occlusif               | p        | b        |               |               | t          | d          |                  |                  |         |         | k       |         |                |                |
| Affriquée              |          |          |               |               | t͡s         | t͡s         |                  |                  |         |         |         |         |                |                |
| Fricative prénasalisée |          |          |               |               |            | ⁿz         |                  |                  |         |         |         |         |                |                |
| Fricatif               |          | β        |               |               | s          |            |                  |                  |         |         |         | ɣ       |                |                |
| Spirant                |          |          |               |               | l          | l          |                  |                  | j       | j       |         |         |                | w              |